# Amerus cuspidatus
Amerus cuspidatus är en kvalsterart som beskrevs av Avanzati, Salomone, Baratti och Bernini 2003. Amerus cuspidatus ingår i släktet Amerus och familjen Ameridae. Inga underarter finns listade i Catalogue of Life.